# Асьоро (Хоккайдо)

43°14′41″ пн. ш. 143°33′15″ сх. д. / 43.24472° пн. ш. 143.55417° сх. д.
Асьоро́ (яп. 足寄町, あしょろちょう, МФА: [aɕoɾo t͡ɕoː]) — містечко в Японії, в повіті Асьоро округу Токаті префектури Хоккайдо. Станом на 1 жовтня 2008 року площа містечка становила 1408,09 км². Станом на 31 березня 2017 населення містечка становило 7095 осіб.